# Pterygoplichthys gibbiceps
La cucha mariposa o pleco leopardo (Glyptoperichthys gibbiceps)  es una especie de pez de la familia Loricariidae en el orden de los Siluriformes.

## Morfología
- Los machos pueden alcanzar hasta 50 cm de longitud total.[3][4] Esta especie se caracteriza por poseer una "joroba" o proceso supraoccipital elevado en tres placas. Presenta una aleta dorsal grande con 11 a 14 radios ramificados. Su preopérculo es móvil. El pecho tiene manchas oscuras color marrón o pardo con zonas más claras de color amarillo quemado a naranja, con coloración similar en las aletas y el cuerpo.[5]

## Alimentación
Come algas, y otros vegetales. A veces también se alimenta de lombrices de tierra o de carroña.

## Hábitat
Es un pez de agua dulce y clima tropical (23 °C a 27 °C).

## Distribución geográfica
Habita en América del Sur, en cuencas de los ríos Orinoco y Amazonas, principalmente en las corrientes lentas o, durante la estación lluviosa, en las áreas inundadas. 